# روح‌انگیز مهتدی
روح‌انگیز مهتدی (زاده ۱۳۲۴ در تهران) بازیگر سینما و تلویزیونی اهل ایران است.

## فیلمشناسی

### سینمایی
- آب (۱۳۸۰)
- آرزوی بزرگ (۱۳۷۳)
- آقای شانس (۱۳۷۳)
- آذرخش (۱۳۷۱)
- دو نیمه سیب (۱۳۷۰)
- به خاطر همه چیز (۱۳۶۹)
- پنجاه و سه نفر (۱۳۶۸)
- زیر بام‌های شهر (۱۳۶۸)
- گزل (۱۳۶۸)
- روز باشکوه (۱۳۶۷)
- خانه‌ای مثل شهر (۱۳۶۶)
- سایه‌های غم (۱۳۶۶)
- مکافات (۱۳۶۶)
- قصه زندگی (۱۳۶۵)
- جدال (۱۳۶۴)
- حماسه مهران (۱۳۶۳)
- صاعقه (۱۳۶۳)
- صف (۱۳۶۳)
- پیک جنگل (۱۳۶۲)
- مترسک (۱۳۶۲)
- اعدامی (۱۳۵۹)
- پرواز به سوی مینو (۱۳۵۸)

### تلویزیون
| سال       | نام                 | سمت    | کارگردان                 | توضیحات                                       |
| --------- | ------------------- | ------ | ------------------------ | --------------------------------------------- |
| ۱۳۷۷      | برادر خواب          | بازیگر | محسن شاه‌محمدی            | شبکه ۱                                        |
| ۱۳۷۶–۱۳۷۵ | بازگشت پرستوها      | بازیگر | ابوالقاسم طالبی          | شبکه ۲                                        |
| ۱۳۷۵      | مرداب               | بازیگر | حسین کامران              | شبکه ۱                                        |
| ۱۳۷۵      | فراق                | بازیگر | مسعود رشیدی              | از برنامه «سینمای خانواده» پخش می‌شد.          |
| ۱۳۷۵      | غفلت                | بازیگر | پرویز حسن‌پور             |                                               |
| ۱۳۷۴      | تله‌فیلم «گره شانس»  | بازیگر | رحیم محمدی               | به سفارش اداره کار و امور اجتماعی استان زنجان |
| ۱۳۷۴      | آتیه                | بازیگر | رضا صفایی                | شبکه ۱                                        |
| ۱۳۷۴      | طاغوت               | بازیگر | غلامرضا کریمی            | شبکه ۱                                        |
| ۱۳۷۴–۱۳۷۳ | شلیک نهایی          | بازیگر | محسن شاه‌محمدی            | شبکه ۱                                        |
| ۱۳۷۱      | خاله سارا           | بازیگر | فرامرز باصری             | شبکه ۱                                        |
| ۱۳۷۱      | آوارگان عشق         | بازیگر | علاءالدین رحیمی          | شبکه ۱                                        |
| ۱۳۷۰      | برگ‌ریزان            | بازیگر | محسن شاه‌محمدی            | شبکه ۱                                        |
| ۱۳۷۰–۱۳۶۷ | آینه عبرت           | بازیگر | محسن شاه‌محمدی علی نقی لو | بازی در اپیزود «خواستگاری»                    |
| ۱۳۶۹      | تلکس                | بازیگر | کامران نواب‌صفوی          |                                               |
| ۱۳۶۸      | رفتار با کودک       | بازیگر | علی پویان                | شبکه ۲                                        |
| ۱۳۶۷      | ماجراهای آقای دوستی | بازیگر | مسعود نوابی مسعود رشیدی  | شبکه ۱                                        |
| ۱۳۶۶–۱۳۶۳ | کوچک جنگلی          | بازیگر | بهروز افخمی              | در نقش «خواهر میرزا»                          |
| ۱۳۶۵      | اُغُر بخیر            | بازیگر | مجید بهشتی               |                                               |
| ۱۳۶۵      | خبرنامه             | بازیگر | منصور تهرانی             | شبکه ۲                                        |
| ۱۳۶۴      | دست شما درد نکنه    | بازیگر | مسعود نوابی              |                                               |
| ۱۳۶۱      | اشک تمساح           | بازیگر | احمد نجیب‌زاده            |                                               |
| ۱۳۵۹      | آقای ایمنی          | بازیگر | حمید طاهریان             | در نوروز ۱۳۶۰ پخش شد.                         |
| ۱۳۵۶      | تلاش                | بازیگر | شعاع‌الدین مصطفی‌زاده      |                                               |